# 戴春榮
戴春荣（1961年2月2日—），陕西西安人，中国女性影视、戏曲（秦腔）演员。原西安市秦腔二团及陕西易俗社演员。第五届中国梅花奖得主，获奖作品为秦腔《卓文君》选段。后转入影视艺术行业发展，因在1990年代出演电视连续剧《还珠格格》及《还珠格格Ⅱ》的皇后而广为人知。

## 影视作品

### 电视剧
- 1996年《汉宫飞燕》 饰 许皇后
- 1998年《还珠格格》 饰 皇后
- 1998年《小李飞刀》 饰 催命婆婆
- 1999年《春光灿烂猪八戒》饰 王母
- 1999年《还珠格格Ⅱ》 饰 皇后
- 2000年《东西奇遇结良缘》 饰 曹燕燕之母
- 2000年《三少爷的剑》 饰 真真娘
- 2000年《凡人杨大头》 饰 田夫人
- 2001年《武林外史》 饰 王云梦
- 2001年《杨门女将》 饰 萧太后
- 2001年《幻影天使之完璧归赵》 饰 方志怡
- 2002年《十八岁的天空》 饰 star母
- 2002年《皇宫宝贝》 饰 皇后
- 2003年《爱在有情天》 饰 苗月影
- 2003年《素女的故事》 饰 素女的母亲
- 2003年《至尊红颜》 饰 媚娘母
- 2004年《愛在有情天》 飾 苗月影
- 2004年《凌云壮志包青天》 饰 包母
- 2005年《美丽追梦人》 饰 白敏
- 2007年《还君明珠》 饰 瓜氏
- 2007年《笨小孩》 饰 猫妈妈
- 2008年《丁家有女喜洋洋》 饰 妈妈
- 2008年《春去春又回》 饰 来福妈
- 2009年《贤妻良母》 饰 沈美仙
- 2009年《金大班》 饰 金母
- 2009年《谁懂女儿心》 饰 刘母
- 2010年《大管家》 饰 大太太
- 2010年《天涯織女》 饰 贯大娘
- 2010年《西游记》 饰 女儿国太师
- 2010年《美人心计》 饰 吕后
- 2011年《怪俠一枝梅》 飾 無垢師太
- 2011年《步步驚心》飾 德妃
- 2012年《傾世皇妃》飾 北漢獨孤太后
- 2012年《笑紅顏》飾 吳氏（大太太）
- 2012年《傾城絕戀》飾 太福晋
- 2012年《錯點鴛鴦·戲點鴛鴦》飾 苏太太
- 2012年《當婆婆遇上媽之歡喜冤家》飾 李麗娟
- 2013年《蘭陵王》飾 胡皇后
- 2013年《花木蘭傳奇》飾 絲娘
- 2013年《土地公土地婆》飾 城隍娘
- 2014年《十月圍城》 飾 許氏
- 2014年《历史转折中的邓小平》  飾 高春兰
- 2015年《冰與火的青春》  飾 李克寒母亲
- 2016年《天天有喜之人间有爱》 飾 紀住
- 2016年《锦绣未央》 飾 刘氏(客串)
- 2016年《卿本佳人》 饰 宋氏
- 2018年《别用爱情说事》
- 2018年《延禧攻略》 饰 郎佳氏
- 2019年《推手》 饰 柳母
- 2020年《万水千山风雨情》(2012年拍攝)饰  高辰美
- 2021年《奶爸当家》 (2015年拍攝) 饰 汪母
- 2021年《放学别走》 (網絡劇)  饰 雷主任
- 2025年《似锦》 (網絡劇) 饰 大长老
- 2025年《朝雪录》 (網絡劇) 饰 太后
- 待播《百花杀》

### 綜藝節目
- 2014年《星廚駕到第一季》
- 2018年《2018湖南衛視中秋之夜》

## 成就
- 1988年，因《卓文君》一剧荣获得第五届梅花奖。
- 1995年，因大型秦腔《日本女人关中汉》在陕、晋、豫三省“金三角”汇演中获表演一等奖第一名。

## 外部連結
- 戴春榮的新浪微博
- 戴春榮在互联网电影资料库（IMDb）上的資料（英文）
- 戴春榮在香港影庫上的簡介